# 前田光世
前田 光世（まえだ みつよ、男性、1878年12月18日 - 1941年11月28日）は、講道館黎明期の柔道家（7段）である。グレイシー柔術の祖。本名・旧名前田 栄世（まえだ ひでよ）。ブラジル帰化後の本名はオタービオ・ミツヨ・マエダ。1908年にスペインで得た通り名コンデ・コマ（Conde Koma）の名でも知られていた。

## 来歴

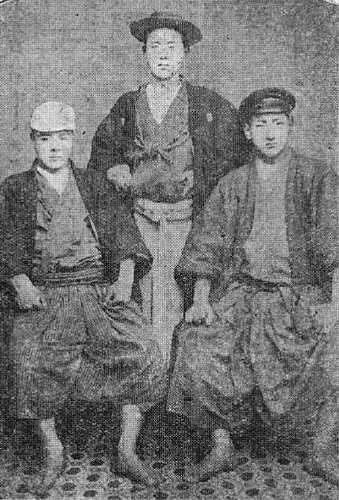
早稲田中学時代の前田（左）。右端は押川清。中央は古川重素（のち樺太に渡り新聞社社長、樺太本斗町町長）

青森県中津軽郡船沢村（のちの弘前市）出身。1895年（明治27年）、青森県第一中学校（青森県尋常中学校）（のちの青森県立弘前高校）に入学、運動委員の一員として同校の柔術部創設に関わったことで、旧弘前藩の柔術師範である斎藤茂兵衛（本覚克己流）への師事も指摘される。1995年の講道館機関誌『柔道』で青森県柔道連盟総務理事の岡本一雄は、前田は本覚克己流の免許を在学中に得た、と述べている。一方、『格闘技通信』誌の格闘技ライター丸島隆雄は1987年6月号で、前田は上京してから初めて柔道を習ったといわれており、本覚克己流を知っていたとはあまり考えられない、と述べている。
同校を中退して上京し、翌年早稲田中学（のちの早稲田高校）に入学する。入学後は相撲や野球で名を馳せた、東京専門学校（のちの早稲田大学）に柔道場が新設されたことをきっかけに講道館柔道に出会い、1897年6月には講道館に入門し、柔道に打ち込む。同校は、渡米前1904年に中退した。
講道館に、入門してからは講道館四天王の1人である横山作次郎などに鍛えられ、めきめきと頭角をあらわし、昇段審査（初段）の時には嘉納治五郎講道館初代館長の命により前田のみ15人抜きを命ぜられる（見事これを達成）。
嘉納治五郎が学習院の教授を務めていたことから、古くから柔道教育が盛んであった学習院にて、明治34年（1901年）4月から明治37年10月（1904年）学習院で柔道助教を務める。
この頃、その実力を若き日の佐村嘉一郎や轟祥太と並んで「講道館三羽烏」とも称される。
講道館4段位にあった1904年11月、柔道使節の一員として宣揚柔道の旅に出て、二度と日本に戻ることはなかった。
故郷に暮らす最初の妻古川タカと協議離婚しての渡米だった。
渡米にあたって前田は後に首相になった衆議院議員犬養毅から日本刀「長船」を贈られた。渡米後は滞在費稼ぎや柔道普及のために異種格闘技戦を断行、対戦相手を求めてアメリカ中を周りボクサーやプロレスラー、拳法家などと戦う。なおその頃に、自分の名前を「栄世」から「光世」に改名している。
ある日、親日家であったルーズベルト大統領の計らいでホワイトハウスにて試合を行うも、団長を務めていた講道館四天王の1人富田常次郎が、体重約160 kgの巨漢選手に敗れてしまう（これに関して前田は、「ルールの違いによって敗れた」「富田は苦戦の末引き分けた」など、資料によって記述の詳細が異なるため正確なところは判然としないが、いずれにせよ結果が芳しくないものであったことは確かなようである）。日本柔道の威厳を示すべく雪辱を誓った前田はアメリカに残り、1000ドルという賞金を餌に再びアメリカ全土を周り、挑戦してくるボクサーなどを片っ端から退ける。アトランタでは世界一の力持ちと恐れられたブッチャー・ボーイさえも破っている。前田本人によると、講道館では面白くないので寝技の稽古はしなかったが、投げの一本では勝負が判然とせず、アメリカでは参ったでの一本のみの試合ばかりやっており必要に迫られ寝技の稽古をやったのでかなり上達した、と述べている。
その後はメキシコやヨーロッパなど世界各地で異種格闘技戦を行い、ブラジルに辿り着く。この間2000勝以上し、柔道衣着用の試合では終に無敗であった。なお興行試合に出たことで講道館を破門されたとの説が流布している。増田俊也は自著で「三年間の出入り差し止め」が本当のところでブラジルに入る前に破門が解け5段に昇段してる、としている。
海外での前田の活躍が当時の日本国内に紹介されるに際し、同じように海外に渡り柔道普及のために異種格闘技戦を行っていた佐竹信四郎、伊藤徳五郎、大野秋太郎と並んで、「玖瑪（キューバ）の四天王」(「海外四天王」)とも呼ばれた。

### コンデ・コマ

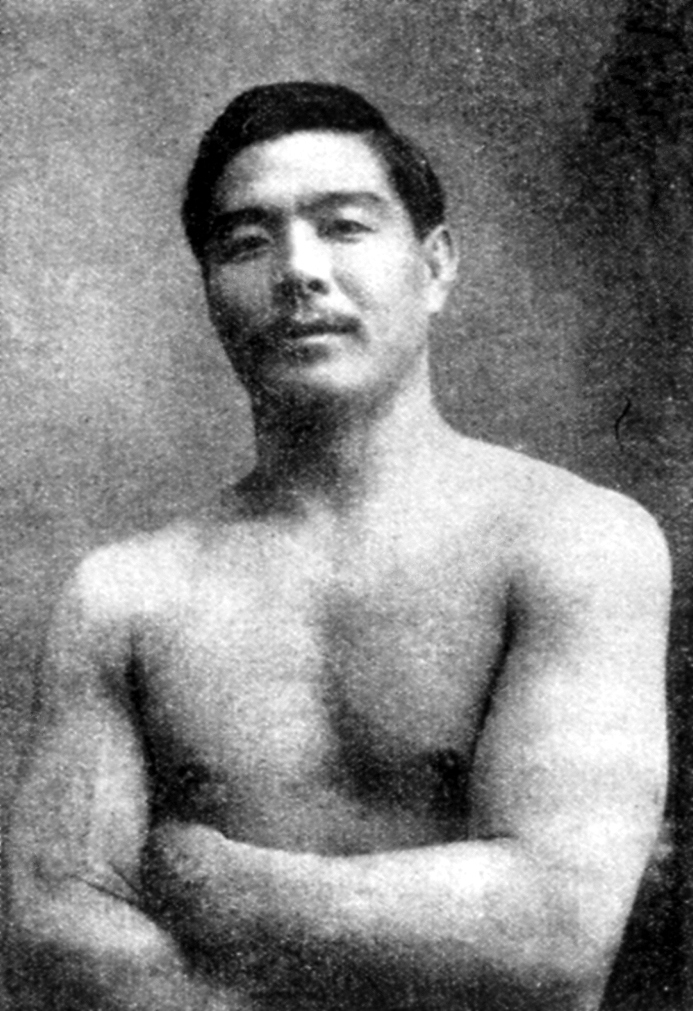
前田光世

イベリア半島に滞在している際、前田はコンデ・コマのリングネームを用いるようになった。その由来については諸説ある。コンデはスペイン語で伯爵を意味する。前田自身がヨーロッパの新聞にコンデという称号を持つ自らのリングネームについて次のように語っている。
「スペインのある有力者が私の勝利、物腰や態度に感銘を受けてこの称号を授けてくれたんです。すぐにこちらの方が本名よりも有名になってしまいました」
コンデ・コマのコマは前田がいつも金に困っているのを皮肉って日本語の「困る」から取ったとも自伝で語っている。別の説として、北杜夫は小説『輝ける碧き空の下で』においてスペインで朝鮮人（高麗）と間違えられたという由来を紹介している。角田房子は自著で日韓併合のニュースと結びついてこのリングネームになったのだとしている。コマの由来についてはその他にも様々な説がある。
前田はコンデ・コマの呼び名を気に入って、後に自らの技を広めるためにこの名前を使うようになった。
日本側の文献には前田がブラジル帰化後に本名をコンデ・コマとしたとするものが存在するようであるが、ブラジル側の文献によれば帰化後の本名はオタービオ・ミツヨ・マエダである。

### ブラジル
前田は1914年11月14日にブラジルのリオ・グランデ・ド・スル州ポルト・アレグレ市に到着し、そこでブラジル到着後最初の柔道の実演を行なった。その後、リオ・デ・ジャネイロ、サン・パウロ、サルバドール、レシフェ、サン・ルイス、ベレン、マナウスなどを巡った。
前田は1915年12月20日にベレンに到着し、ポリテアマ劇場でベレンにおける最初の実演を行った。地方紙オ・テンポはコンデ・コマが柔術の主要な技を紹介する予定であるとイベントを紹介している。前田はこの際に護身術の紹介もした。その後前田の一行は希望者の挑戦を受けて柔術による熱戦が行われた。
オ・テンポ紙によれば前田は1915年12月22日に同行の佐竹信四郎と対戦した。同じ日にグレコローマン式レスリングのチャンピオンのナジブ・アセフが前田に挑戦したものの、この日の対戦は実現しなかった。1915年12月24日に前田はボクサーのバルバディアーノ・アドルフォ・コルビニアーノを倒し、かれは前田に弟子入りした。1916年1月3日に前田はポリテアマ劇場でナジブ・アセフと対戦し、ナジブ・アセフを舞台の外に投げ飛ばした。
1916年1月8日に前田は佐竹と別れ、イギリスのリバプールに向かった。イギリス、ポルトガル、スペイン、フランスを旅して、1917年にひとりで再びブラジルに戻ってきた。
ブラジルに戻った前田はフランス名誉領事の娘オルガを妻に迎え、子どもも作ったものの、妻と子どもは2年ほどで相次いで亡くなった。なおこの結婚は日本の戸籍に記載がない。
1918年から1919年にかけて、前田は「足捌き」の異名で知られた著名なブラジル人カポエリスタの挑戦を受け、かれが試合でナイフを使うことまで認めた。カポエリスタは身長190 cm、体重は100 kgで、武器まで使っていたのに、前田の柔道に敗れた。1921年に前田はベレンのスポーツクラブ内にかれにとってブラジルで最初の柔道場を開いた。この柔道場は4メートル四方の倉庫の中にあった。後に前田の柔道場は消防隊本部に移転し、それからアパレシーダ教会に移った。1991年からこの柔道場は工業職業訓練機関のSESI内に置かれ、前田の孫にあたるアルフレッド・メンデス・コインブラによって運営されている。
1921年9月18日、前田は船でニューヨークに向かい、その後の数月間をカリブで過ごした。ハバナではいくつかのトーナメントに出場し、フランス人格闘家のフォルニエールやキューバ人ボクサーのジョゼ・イバーハなどを倒している。
キューバから戻った前田はスコットランド出身の看護師メイ・イリスと結婚した。その後セレステとクリービアの2人の娘を養子に迎え、ゼネラリッシモ・デオドロ通りに買った家で暮らすようになった。前田は偉大な格闘家として、すでにブラジルでもよく知られていたものの、キューバから戻ってからは公開試合から身を引き、ブラジル日本人移民事業に力を入れるようになった。

### ブラジリアン柔術創設への影響
1917年にガストン・グレイシーの子どもの1人で、当時14歳のカーロス・グレイシーが、パズ劇場で前田による実演をみて、前田から柔術を習うことにした。当時前田の柔術はブラジルで嘉納柔術として知られていた柔道か他の柔術であった。岡本一雄は前田が教えたのは柔道と本覚克己流柔術だったと1995年の講道館機関誌『柔道』で述べている。前田はカルロスを弟子に迎え、カルロスはすぐに頭角を現した。1921年にガストン・グレイシーは家族と共にリオ・デ・ジャネイロに転居した。カルロスはわずか17歳にして兄弟のオズバルド、ガストン、そしてジョルジの師となった。当時はまだ末弟のエリオは練習をするには幼すぎ、また健康上の理由で医師に練習に参加することを禁じられてもいた。しかし後にエリオも練習に参加し、健康上の問題を克服してカルロスと共にグレイシー柔術を創設するに至った。グレイシー柔術は近年はブラジリアン柔術として知られている。エリオは直接前田に習った訳ではないが、更に改良し、誰にでも使いこなせる術（すべ）として技術体系を完成させた。エリオ・グレイシーもまた、前田と同じ様に自分の流派（グレイシー柔術）を広めるため後に異種格闘技戦を行い、柔道家の木村政彦とも闘う事となった。
前田の弟子の中には後にオズワルド・ファッダの師となったルイズ・フランサもいた。ルイズとオズワルドもまたブラジルの柔術の別の流派を代表する人物となった。前田派はブラジル柔道創世期における四大派閥の1つだった。

### ブラジル日本人移民事業への貢献
1918年に第一次大戦が終結すると、欧州の復興需要を受けて1919年には日本は大正バブルとなったものの、復興が進んで生産が過剰となって、翌1920年には戦後恐慌が生じた。その後も震災恐慌、金融恐慌、世界恐慌、昭和恐慌など20年代の日本は相次いで恐慌に襲われ、慢性的な不況にあった。1922年に内務省は国内の人口問題、失業問題などへの対策として、渡航費等の補助によるブラジル移民奨励策を打ち出し、1924年からは渡航費を全額補助するようになった。一方アメリカでは1924年に排日移民法が成立し、サンパウロ州に移民が集中したブラジルでも排日論が強まっていた。
そんな中で1923年にパラー州州頭領アントニオ・エミリアーノ・デ・ソウザ・カストロは田付七太日本国駐ブラジル大使に対してアマゾンへの日本人移民入植の要請を行った。1926年に福原八郎を団長とする鐘紡の第一回アマゾン調査団がベレンに到着した際に前田が福原に語ったところによると、アマゾンこそ日本人移民の最適地だと考えた前田が州頭領と相談し、田付大使に日本人移民入植を持ちかけることになったとのことだった。
アマゾンは1914年頃まで天然ゴム景気に沸いていたものの、英国が密かにアマゾンから持ち出した種子を使って南アジアと東南アジアのプランテーションでゴムを生産するようになってゴム生産は下火になった。そのため、移民導入によるアマゾン開発に活路を見出す必要があった。
1924年には田付大使が野田良治書記官と森本海軍武官をアマゾン視察に派遣した。1925年には農学士の芹沢安平が単身で調査のために外務省を通してブラジルに派遣された。芹沢は田付大使の州頭領宛紹介状を携え、鐘紡の派遣留学生の仲野英夫と共にパラー州に入って、前田の世話によってアマゾン支流のカッピン川流域を調査した。新州頭領のディオニーシオ・アウシエル・ベンテスが芹沢を自ら案内し、カッピン川流域に1家族25ヘクタール、2万家族分計50万ヘクタールの土地のコンセッソン契約締結を申し出（1年以内の土地選定が条件）て、田付大使がこれを幣原喜重郎外務大臣に報告することでアマゾン移民の話が動き出した。
田付大使の報告を受けた政府は資金を鐘紡に負担させて土地選定のための調査を行うことにし、1926年に鐘紡取締役の福原八郎を団長とする第一回アマゾン調査団が派遣された。当時の日本は関東大震災の震災復興の最中で、政府には資金的な余裕がなかった。そこで関西の大企業である鐘紡に調査資金を負担させることになった。当時鐘紡の社長にあった武藤山治は若い頃アメリカに留学し、「米国移住論」という著書もある海外雄飛の論客だった。調査団の団員は福原のほかに、衛生・細菌学者で東京帝国大学教授の石原喜久太郎、内務省防疫官の飯村保三、内務省土木技師の谷口八郎と田村義正、土木技師助手の小村松栄、山林技師の石原清逸、農学士の芹沢安平、団長秘書の太田庄之助の総勢9名に通訳の大石小作が同行していた。一行がニューヨークでの1か月の文献調査を終えて、1926年5月30日の夜半にベレンに到着すると、ベレンの港にはリオ・デ・ジャネイロからやってきていた駐ブラジル大使の田付七太と前田、それにパラー州の高官たちが迎えに来ていた。
別の話になるが、福原調査団一行をパラー州首脳に紹介すべくベレンを訪問した田付大使は、調査団の到着が随分と遅れたため、福原の到着を待つ間にアマゾン川を遡行してアマゾナス州の州都マナウスを訪問した。マナウスには5日間滞在して猛烈な歓迎を受け、エフィジェニオ・サーレス州頭領から100万ヘクタールの土地の無償譲渡の申し出を受けた。通訳として同行した栗津金六はこの話に興味を持って、神戸高商の先輩で海外移住に興味を持っていた上塚司に資金協力者を募る手紙を送る。上塚の友人で訪伯準備をしていた山西源三郎が協力することになって、栗津と山西は1927年にマナウスにおいてアマゾナス州とコンセイソン契約を締結した。しかし、山西の資金状況が悪化して事業の継続ができなくなり、2人は全てを上塚に委ねることにした。これらの過程に前田がどのような関与をしたのか記載した文献は見当たらない。しかし、1930年に上塚が調査団を組織してアマゾン河口のベレンに到着をしたときに港で出迎えた人々の中には前田がいた。上塚は数日間のベレン滞在中に前田からパラー州の要人等様々な人物の紹介を受け、自宅でも歓待を受けて十年の知己のような間柄になった。この調査で上塚はパリンチンス下流の土地を選定し、マナウスで州政府と契約をすませると、アマゾニア産業研究所を設立してヴィラ・アマゾニアと名付けた入植地の開拓を開始する。ヴィラ・アマゾニアではジュート栽培が行われた。当初はことごとく失敗に終わり、入植地は全滅するかに思われた。しかし、1933年に尾山良太がアマゾンでの生育に適した個体を見つけ、ジュート栽培に目処がついたところで上塚はアマゾニア産業株式会社を設立した。前田はアマゾニア産業株式会社の取締役に就任した。1939年に第二次世界大戦が勃発しヨーロッパ経由で輸入されていたインド産ジュートが入ってこなくなるとジュート価格は高騰し、会社は大いに栄えた。
話を福原調査団に戻す。福原調査団の一行に農事部技師の江越伸胤、鐘紡の派遣留学生の仲野英夫、それに前田の3名を加えた総勢12名で実地調査が行われた。調査はまずカッピン川流域から行われ、3週間に渡る調査の結果は入植地として不適であるというものだった。その結果を踏まえて福原が州頭領と面会し、州内の官有地であれば他の場所でも良いとの言質を得て、調査が続けられた。2班に分かれて行った調査の結果、アカラ川流域の土地が肥沃であると判明し、協議の末にカッピン川から50 km西にあるアカラを移住候補地として州頭領に上申することになった。州頭領は100万ヘクタールの土地の無償提供、アカラ以外の地方の土地の選択なども認め、その合意内容は1926年8月14日付公文書として福原に交付された。福原は公文書を帰朝した田付に代わって臨時代理大使を務めていた赤松祐之に直ちに提出し、外務大臣への転送を依頼した。
第一回アマゾン調査団による実地調査の傍で、福原にはもうひとつの使命があった。ニューヨークに寄港した際に同地在住の有志30名ほどが南米進出を研究するために結成した南米協会の村井保固から、アマゾンでの農場調達を依頼されていたのである。当時の米国日本人移民は排日運動を強く危惧していて、ブラジルへの移住を検討し、実際に移住する人もいた。南米協会は土地購入のために南米企業組合を結成して、購入資金を福原に託した。福原は調査の合間を縫って農場を探し、ベレンから70 kmほど東にあるカスタニャールのロンバルジーア農場をイタリア人から購入した。福原自身も購入資金を個人的に出資した。福原は帰国に際して南米企業組合の農場管理担当者が到着するまでの支配人として仲野英夫を農場に置いた。仲野は1928年に前田の仲介でカスタニャールで小学校の教員をしていたマリアというブラジル人女性と結婚し、アマゾン地方でブラジル人女性と結婚した初めての邦人男性となった。また、この農場は後に南拓の農事試験場となった。
調査を終えて東京に帰った福原は直ちに外務省に「アカラ無償提供土地植民地経営計画案」を提出した。政府の対応は衆議院の解散などによって遅延したものの、1928年になって首相兼外相の田中義一が有力実業家を官邸に招待してアマゾン移住に関する懇談会を開催し、その場で渋沢栄一子爵によって12名の進行委員を推薦された。その後、2回の委員会を経て、資本金一千万円で南米拓殖株式会社を設置してアマゾン開拓事業を推進することに決まった。南米拓殖株式会社は1928年8月21日に設立され、社長となった福原は同月23日に横浜を出発、10月7日にベレンに到着した。こうして、自ら構想したアマゾン植民事業が進む中、前田は1927年5月にブラジルに帰化した。
南拓設立の動きを知ったエフィジェニオ・サーレス州頭領は福原に電報を打ってアマゾナス州の調査を依頼した。福原は調査団に通訳として同行していた大石小作に調査を委ね、大石はマウエス産のガラナに可能性を見出した。1928年9月にはマウエス開拓のための会社が設立され、前田はその顧問にも就任している。この計画は失敗に終わって会社は1935年には解散したものの、その後も前田はマウエス日本人会の顧問として同地域の邦人の世話を続けた。
ベレンに到着した福原は州政府とコンセッソン契約を締結し、1929年1月にブラジル法人である株式会社コンパニア・ニッポニカ・デ・プランタッソン・ド・ブラジルを設立して州政府と福原間で締結されたコンセッソン契約を新会社に移転した。前田もこの新会社の取締役に就任した。事業開始15年目からの納税を主張する州政府と交渉し、25年目からとさせたのも前田だった。新会社は実地調査を行なって最初の事業地をアカラ町から150 km上流にあるトメアスーとすることに決め、1929年4月12日に先遣隊が測量と伐採を開始し、5月には中央病院を建設した。そして、7月24日には第一次移民43家族、単独渡航者8名を含む189名が大阪商船のモンテビデオ丸で神戸を出発した。
モンテビデオ丸は1929年9月7日にリオ・デ・ジャネイロに到着した。ちょうどブラジルの独立記念日だったので港の船は満艦飾だった。前田もベレンから駆けつけてリオ・デ・ジャネイロの港で第一次移民を迎えた。一行はマニラ丸でリオ・デ・ジャネイロからベレンへと向かって、9月16日にベレンに到着した。ベレンで5日間休息した後に、南拓の船でアマゾン川の支流を遡行し、9月22日の朝にトメアスー植民地に到着した。トメアスー植民地で一行は先遣隊とブラジル人の歓待を受けた。しかし、トメアスー植民地では開拓があまり進んでおらず、雨季までに2か月ほどしかないことから入植者たちはすぐに原生林を切り開く作業に没頭しなければならなかった。移民たちは切り開いた土地に南拓が主要作物として選定したカカオを植えた。しかし、カカオは収穫まで数年を要することから、短期の作物として米や野菜も植えた。
最初の騒動は翌年春に起きた。南拓が入植者たちの作った米を不当に買い叩くというのである。入植者たちは最初の収穫を得るまでの間、米を南拓から1俵20円で購入していた。日本の倍の価格だった。当然春になれば自分たちの作った米も同じように高く売れると考えていた。しかし、南拓の買取価格は1俵3円に過ぎないという。ベレンにはあまり米がなく、入植者たちの需要を満たすために遠隔地から米を買い付けなければならず、入植者たちへの販売価格は高くなった。一方で入植者たちの米が出来ると入植地以外に米の需要がないため、外部への販売価格は安くなり、買取価格も安くせざるを得ない。これは野菜についても同様で、当時のアマゾンには野菜を食べるという習慣がないため全く売れなかった。 この騒動で南拓は数名の中心人物を退去させ、入植者たちと南拓との間には亀裂が生じた。現金収入を得られない入植者たちは次第に体力を低下させてマラリアにかかるようになった。耕地を捨てて居なくなる脱耕者も出ていた。
1930年にアマゾン視察に訪れた南拓取締役の千葉三郎はサンパウロ州のサントス港に着くなりアマゾンに入っていた熱帯病医の松岡冬樹の訪問を受けて、退職の申し出を受けた。南拓の将来を悲観しての退職希望だった。千葉はアマゾンで主食となっているマンジョッカ芋の栽培をしていれば入植者の生活が安定したのにと悔やんだがあとの祭りだった。
1931年には入植者たちでアカラ野菜組合を結成し、野菜の生産から販売まで一貫して取り組むことへの挑戦を開始し、野菜の品種改良を進めると共に、ベレンで天秤棒を担いで野菜売りをすることまで行った。前田も野菜を広めるために、積極的にホームパーティを開催してブラジル人に野菜料理を振る舞った。
1934年にベレンに領事館が開設されるまで、前田はボリビアやペルーも含むアマゾン近郊の在留邦人にあれこれと便宜を図ってやっていた。ベレンの港の乗船者名簿を確認し、邦人を見つけると挨拶にやってきてあれこれと歓待し世話を焼くのが日課だった。そのため、いつしかベレンの私設領事と呼ばれるようになっていた。福原によれば在留邦人の結婚の世話からペルーから流れてきた邦人乞食の面倒まで見ていたとのことである。
1935年に南拓はアマゾン開拓のテコ入れのために新たに鐘紡幹部の井口茂寿郎と熱帯農業の権威高木三郎を現地に送り込んだものの、両者の決定は事業規模の縮小だった。社長の福原は私費1万円を置いて退任し、後を継いだ井口は植民地の自治を徹底して南拓は入植者の生活の面倒は見ないという方針を打ち出した。当時の1万円は現在価値にして数千万円の大金だった。
トメアスーの脱耕者は非常に多くなり、1929年から1937年までに入植者352家族2004人の入植者のうち、76家族1603人までが耕地を捨てて出て行った。それ以降も、さらに脱耕者は増えていった。前田は入植者がトメアスーに入るときには絶対にベレンに戻ってきてはダメだと言い聞かせていたものの、ベレンに戻ってきた脱耕者が相談に来ると仕事を紹介してやっていた。柔道を教えることは続けていたものの、生徒のほとんどは日本人の子だった。
戦後になって戦争の被害を受けた東南アジアからの胡椒の輸入が止まり、胡椒相場が高騰してトメアスーは大いに繁栄することになった。しかし、前田がその繁栄を目にすることはなかった。

### 晩年
1940年に皇居で行われた「皇紀二千六百年祭」に前田を外務省の費用で招待する話があったものの、前田はこれを受けなかった。友人には妻が内地に帰る費用があったら家を建ててくださいと言うのでと言い訳をし、実際に家を建ててはいたものの、入植者が苦しい状況にある中で自分だけが栄誉を受けることを潔しとしなかったようだ。1940年にもトメアスーからは69家族415人の脱耕者が出ていた。皇紀二千六百年祭に際して行われた記念柔道大会では木村政彦が優勝した。その後木村はブラジルに渡ってエリオ・グレイシーと対決したことで知られている。
1941年11月28日、ベレンで死亡。ブラジルの雑誌によれば、最期に残した言葉は「日本の水が飲みたい。日本に帰りたい」であったという。死後、講道館より七段を贈呈され、また弘前公園には前田の功績をたたえた石碑が建てられている。墓はブラジル・パラー州の州都であるベレンのサンタ・イザベル墓地にあり、リョート・マチダの父親町田嘉三（空手家）によって管理されている。
死後70年近く経った今でも、史上最強の柔道家として前田光世を推す評論家は少なくない。

### ブラジルでの巷説
小説家の夢枕獏が自著である「餓狼伝」のあとがきにおいて、とあるグレイシー柔術家（名前は伏せられていた）に「コンデ・コマは武術の奥義を海外に持ち出してしまったため、日本から来た武術家に暗殺されたと言われているが本当か？」と尋ねられた、というエピソードを紹介している。夢枕獏は前田光世の遺族にも取材をし、内臓病であることは分かっており、日本からブラジルに至る経緯からも、まずあり得ないと返答したとしている。

## 渡米後の主な異種格闘技戦

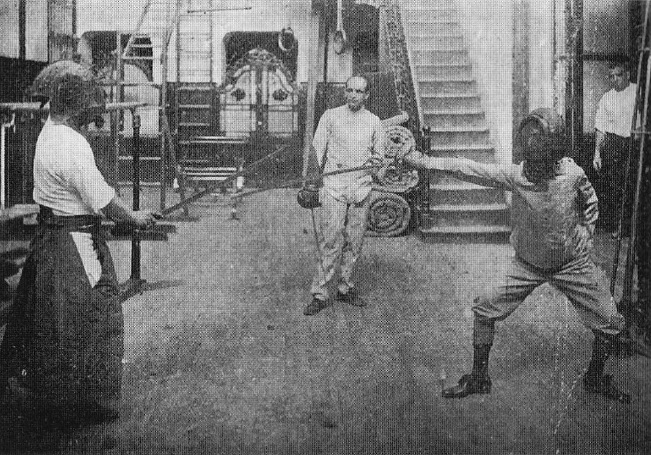
フェンシングと剣道で戦う前田（左）

- アメリカアトランタにて、巨漢選手ブッチャー・ボーイと闘う（跳び十字固めで破る）。
- ベアナックル方式のロンドン・プライズリング・ルールズ ボクシングでメキシコ人と闘う（下からの十字固めで倒す）。
- 開拓地にて、中国拳法家と闘う（蹴り足を掴んで膝十字固めを仕掛ける。相手が戦意喪失したため勝利）。

## 漫画・小説
- 『コンデ・コマ』では主人公として描かれるが、漫画的に脚色されている。
- 原作・はらやすし、画・みのもけんじの漫画『実録・前田光世決闘伝 グレイシーを創った男』で主人公として描かれる。
- 『修羅の門』の第4部では、コマに習った業をもとにあみだした『グラシエーロ柔術』が登場する。また、物語の核心にも係っている。
- 『修羅の刻』の第14巻・第七部西郷四郎編では、改名する前の名前で少しだけ登場している。
- 夢枕獏の小説『東天の獅子・天の巻』の最後に少年時代の前田光世が少しだけ登場している。
- 板垣恵介の漫画『バキ』の第3巻、『刃牙道』の第11巻に前田光世ルールが登場する。
- 増田俊也のノンフィクション『木村政彦はなぜ力道山を殺さなかったのか』でブラジルへの柔道伝播などの章などで登場する。
- 北杜夫の小説『輝ける碧き空の下で』でベレンでの野菜普及に功のあった人として前田光世が登場する。
- 原作・夢枕獏、作画・野部優美の漫画『真・餓狼伝』で主人公の丹波文吉のライバルとして前田光世が登場する。

## 関連書
- 薄田斬雲 『世界横行柔道武者修業』 博文館 1902年
- 薄田斬雲 『日本柔道魂 前田光世の世界制覇』鶴書房
- 神山典士 『ライオンの夢』コンデ・コマ=前田光世伝 小学館 ISBN 4093792135
- 丸島隆雄 『前田光世』世界柔道武者修業 島津書房 ISBN 4882180669
- 横田順彌 『明治バンカラ快人伝』 光風社出版 1989年

## 脚註
1. 1 2  岡本一雄「コンデ・コマとグレイシー柔術」『柔道』第66巻第7号、講道館、1995年7月1日、80頁、NDLJP:6073739/46。
2. ↑  丸島隆男〔ママ〕「明治の柔道家・前田光世ー華麗なる異種格闘の生涯2」『格闘技通信』第2巻第5号、ベースボール・マガジン社、1987年6月1日、48頁。
3. ↑  前田光世 著、薄田斬雲 編『世界横行柔道武者修業』博文館、日本、1912年5月、451-452頁。
4. ↑  横田順彌は著書『明治バンカラ快人伝』（光風社出版 1989年）の中で、「どうしても、それを裏付ける資料を見つけることができないが、一時、前田は講道館から破門されたという噂もある。もっとも、当時の講道館には破門制度はなかったともいうから、事実ではないのかもしれない」と書いており、拓務省に勤めておりブラジル移民に関わっていた長尾武雄の「しかし、講道館では、前田は柔道をもって興行している、日本武道をけがすものとして除名してしまった（中略）昭和の初め頃、講道館もやっと氏の功績を認め直したか、除名をとき」という発言も紹介している。
5. ↑  増田俊也『木村政彦はなぜ力道山を殺さなかったのか』新潮社、日本、2011年9月30日、330頁。
6. ↑  角田房子『アマゾンの歌　日本人の記録』中央公論社〈中公文庫〉、1976年、21頁。
7. ↑  なぜ柔道ではなく柔術を名乗ったかについては「講道館を破門の身であったため」「当時は柔術という名称の方が一般的だった」「柔道以外の柔術だった」等、諸説ある。
8. ↑  ただし「餓狼伝」では、この巷説が事実（あくまでも同作内における）として描写されている。また、夢枕獏は前田光世が講道館を破門されたのは、明治天皇を本気で投げてしまったためなどの噂を作中で披露している。